# Mnium tomentosum
Mnium tomentosum là một loài Rêu trong họ Mniaceae. Loài này được Sw. ex Brid. mô tả khoa học đầu tiên năm 1803.